# Pedro Geromel
Pedro Tonon Geromel (* 21. September 1985 in São Paulo) ist ein ehemaliger brasilianischer Fußballspieler. Er spielte auf der Position eines Innenverteidigers.

## Karriere

### Verein
Geromel begann seine Fußballkarriere in Brasilien bei der SE Palmeiras.
Zur Saison 2003/04 wechselte er aus der Jugend des brasilianischen SE Palmeiras nach Portugal zu GD Chaves. 2005/06 wechselte er zu Vitória Guimarães. 2007/08 erreichte er mit seinem Verein als Aufsteiger den dritten Platz der SuperLiga. Dort wurde er zum besten Spieler der Liga gewählt.
Im Sommer 2008 wechselte der Rechtsfüßer zum deutschen Erstligaaufsteiger 1. FC Köln. Er erhielt dort einen Vierjahresvertrag bis 2012. In der Sommerpause 2009 wurde der Kontrakt um weitere zwei Jahre bis 2014 verlängert. Am 25. Juli 2011 wurde Geromel von Cheftrainer Ståle Solbakken zum neuen Mannschaftskapitän bestimmt, da er laut Solbakken im Zentrum der Mannschaft stehe und das sportliche Gesamtkonzept des 1. FC Köln verkörpere. Nach einem Riss am Außenmeniskus beim 4:1-Derbysieg gegen Bayer 04 Leverkusen am 17. September 2011 wurde er operiert und fiel für sieben Wochen aus. Am 5. November 2011 (12. Spieltag) gab er sein Comeback gegen Werder Bremen.
Nach dem Abstieg des FC aus der Bundesliga am Ende der Saison 2011/12 erhielt Geromel die Freigabe für einen Vereinswechsel. Zur Saison 2012/13 wechselte er für drei Jahre auf Leihbasis zum RCD Mallorca. Gleichzeitig verlängerte er seinen Vertrag in Köln bis zum 30. Juni 2016. Grund für die Ausleihe war die finanzielle Lage des RCD Mallorca, der sich den Transfer nicht hätte leisten können. Sein erstes Tor in der Primera División erzielte er am 23. Spieltag in der 91. Spielminute gegen Osasuna zum 1:1-Endergebnis.
Zum 1. Januar 2014 wurde Geromel nach Brasilien an Grêmio Porto Alegre weiterverliehen. Grêmio sicherte sich eine Kaufoption, die am 30. Dezember 2014 genutzt wurde. Sein Vertrag läuft bis 2019. Nach zwischenzeitlichen Vertragsverlängerungen beendete Geromel seine aktive Laufbahn nach Abschluss der Série A 2024.

### Nationalmannschaft
Geromel wurde Anfang September 2016 als Ersatz für den verletzten Rodrigo Caio für die Qualifikationsspiele zur WM 2018 gegen Ecuador und Kolumbien nachnominiert. Sein Debüt in der Nationalmannschaft absolvierte er schließlich mit 31 Jahren am 26. Januar 2017 beim 1:0-Sieg im Freundschaftsspiel gegen Kolumbien. Er spielte über die komplette Spielzeit. 2018 kam er zu einem Kurzeinsatz in einem Freundschaftsspiel gegen Russland. Er nahm mit der Nationalmannschaft außerdem an der WM 2018 in Russland teil, kam dort aber nicht zum Einsatz.

## Privates
Geromel besitzt wegen eines italienischen Großvaters auch die italienische Staatsangehörigkeit.
Mit seinem Benefiz-Projekt „Meio Campo“ möchte er dazu beitragen, Kindern „einen Mittelkreis im Leben zu geben“. Meio Campo unterstützt verschiedene Organisationen, die sich bei der Hilfe für Kinder und Jugendliche engagieren.

## Erfolge
Grêmio
- Brasilianischer Pokalsieger: 2016
- Copa Libertadores: 2017
- Recopa Sudamericana: 2018
- Staatsmeisterschaft von Rio Grande do Sul: 2019, 2021, 2022, 2023, 2024
- Recopa Gaúcha: 2023

## Auszeichnungen
- Bola de Prata: 2016
- Prêmio Craque do Brasileirão: Auswahl des Jahres 2016, 2017, 2018
- Bola de Prata: 2017, 2018